# Michel Poffet
Michel Poffet (ur. 24 sierpnia 1957) – szwajcarski szermierz, szpadzista. Brązowy medalista olimpijski i trzykrotny medalista mistrzostw świata.
Na igrzyskach olimpijskich w Montrealu w 1976 roku reprezentacja Szwajcarii w składzie: Daniel Giger, Christian Kauter, Michel Poffet, François Suchanecki i Jean-Blaise Evéquoz zdobyła drużynowo brązowy medal. Indywidualnie nie startował. Na rozgrywanych osiem lat później igrzyskach olimpijskich w Los Angeles był dziewiąty drużynowo i piąty indywidualnie. Brał też udział w igrzyskach olimpijskich w Seulu w 1988 roku, zajmując piąte miejsce drużynowo i piętnaste indywidualnie.
Podczas mistrzostw świata w Melbourne w 1979 roku Szwajcarzy w składzie: Patrice Gaille, Daniel Giger, Christian Kauter, Michel Poffet i François Suchanecki zdobyli brązowy medal w zawodach drużynowych. W tej samej konkurencji Poffet zdobywał następnie srebrne medale na mistrzostwach świata w Clermont-Ferrand (1981) i mistrzostwach świata w Rzymie (1982).